# しもじ型巡視船
しもじ型巡視船（しもじがたじゅんしせん、英語: Shimoji-class patrol vessel）は、海上保安庁の巡視船の船級。分類上はPS型、公称船型は180トン型。予算要求時には「規制能力強化型巡視船」と称されていた。

## 来歴
2012年9月の尖閣諸島国有化以降、尖閣諸島周辺海域では中国政府の公船の徘徊や領海侵入等の事案の頻度が増加していたが、これと同時に、外国漁船の違法操業も目立つようになっていた。海上保安庁では、公船の徘徊等に対応するための大型巡視船（PL・PLH）による尖閣領海警備専従体制の構築と並行して、これらの外国漁船を規制するための小型巡視船（PS）も増強することになった。これが本型である。

## 設計
基本設計はびざん型後期型をベースとしているが、規制能力強化が要請されたことから、大型の密漁船への強行接舷を想定して、船質をアルミニウム合金から高張力鋼に変更して強度を高めるとともに、舷側のほぼ全長にわたって脱着式の防護プレートを装備した。また操舵室脇にも同様の防護プレートを設置できるほか、船橋両舷の張り出し部下方に3本ずつの鋼材支柱を設けており、外見上の特徴となっている。船首側前半部のレイアウトはびざん型後期型とほぼ同様だが、マストから後方の吸気室やクレーン、搭載艇の配置などは大きく改正された。
主機として、10・12番船以外はニイガタ16V20FXディーゼルエンジン2基を搭載した。10番船についてはMTU20V4000M93Lディーゼルエンジンが2基搭載されている。なおびざん型では、新潟・ピルスティクのV型16気筒ディーゼルエンジンである16PA4V-200VGA（単機出力3,500馬力）、もしくは新潟16V20FX（単機出力5,000馬力）を搭載していた。

## 同型船

### 一覧表
| 計画年度            | 船番  | 船名     | 造船所     | 起工          | 進水           | 就役／配属替え | 配属保安部署（配属管区） |
| ------------------- | ----- | -------- | ---------- | ------------- | -------------- | -------------- | ------------------------ |
| 平成26年度補正      | PS-31 | しもじ   | 墨田川造船 | 2015年3月16日 | 2016年3月9日   | 2016年11月30日 | 宮古島（第十一管区）     |
| 平成26年度補正      | PS-32 | くりま   | 墨田川造船 | 2015年3月16日 | 2016年3月25日  | 2017年2月28日  | 宮古島（第十一管区）     |
| 平成26年度補正      | PS-33 | おおがみ | 新潟造船   | 2015年3月20日 | 2016年3月23日  | 2017年2月27日  | 宮古島（第十一管区）     |
| 平成27年度補正      | PS-34 | しぎら   | 墨田川造船 | 2016年3月28日 | 2017年3月13日  | 2017年11月15日 | 宮古島（第十一管区）     |
| 平成27年度補正      | PS-35 | ともり   | 新潟造船   | 2016年3月23日 | 2017年3月3日   | 2018年2月28日  | 宮古島（第十一管区）     |
| 平成27年度補正      | PS-36 | とぐち   | 新潟造船   | 2016年3月23日 | 2017年6月30日  | 2018年2月28日  | 宮古島（第十一管区）     |
| 平成28年度第2次補正 | PS-37 | ひさまつ | 新潟造船   | 2017年3月22日 | 2017年12月25日 | 2018年11月30日 | 宮古島（第十一管区）     |
| 平成28年度第2次補正 | PS-38 | ながやま | 新潟造船   | 2017年3月22日 | 2018年3月18日  | 2019年2月22日  | 宮古島（第十一管区）     |
| 平成28年度第2次補正 | PS-39 | まえはま | 新潟造船   | 2017年3月22日 | 2018年3月19日  | 2019年2月22日  | 宮古島（第十一管区）     |
| 平成30年度第2次補正 | PS-40 | みかづき | 墨田川造船 |               | 2020年4月7日   | 2021年2月16日  | 小笠原（第三管区）       |
| 令和3年度補正       | PS-41 | かむい   | 新潟造船   |               | 2023年7月      | 2024年2月22日  | 江差（第一管区）         |
| 令和6年度           |       |          | 新潟造船   |               |                | 2026年度予定   |                          |
| 令和6年度補正       |       |          |            |               |                | 2026年度予定   |                          |

### 運用史
尖閣諸島周辺海域での外国船の不法操業取り締まり等を目的として、2016年度（平成28年度）から2018年度末（平成30年度末）までの3年間で、各年度3隻ずつ計9隻の巡視船を宮古島に集中配備されることが計画されている。この体制整備の一環で、宮古島海上保安署は2016年10月1日に宮古島海上保安部に昇格。燃料・貨物輸送などに遊休化していた伊良部島の長山港長山地区が新たに泊地として整備されている。

墨田川造船で2021年（令和3年）2月16日に引き渡し式が執り行われた10番船「みかづき」は、小笠原海上保安署に初めて配備される巡視船である。外国船によるアカサンゴ（Corallium japonicum. cf. 宝石サンゴ）の密漁（2014年と2015年には、1日200隻以上の中国船が確認される日もあった。）や違法操業が後を絶たない海域でありながら、同署に配備されていたのは、FRP製、全長10m、排水量5.0tと船体も小さく、航洋性に乏しい監視取締挺「さざんくろす」（さざんくろす型監視取締艇 さざんくろす）であった。つまり、巡視船が配備されておらず、第三管区海上保安本部横浜海上保安部などの巡視船が取り締まるという、心もとない状況が何年も続いていた。2021年3月18日に第三管区海上保安本部を離れ、同年3月20日に小笠原海上保安署に配備され、小笠原海域の警備に当たっている。

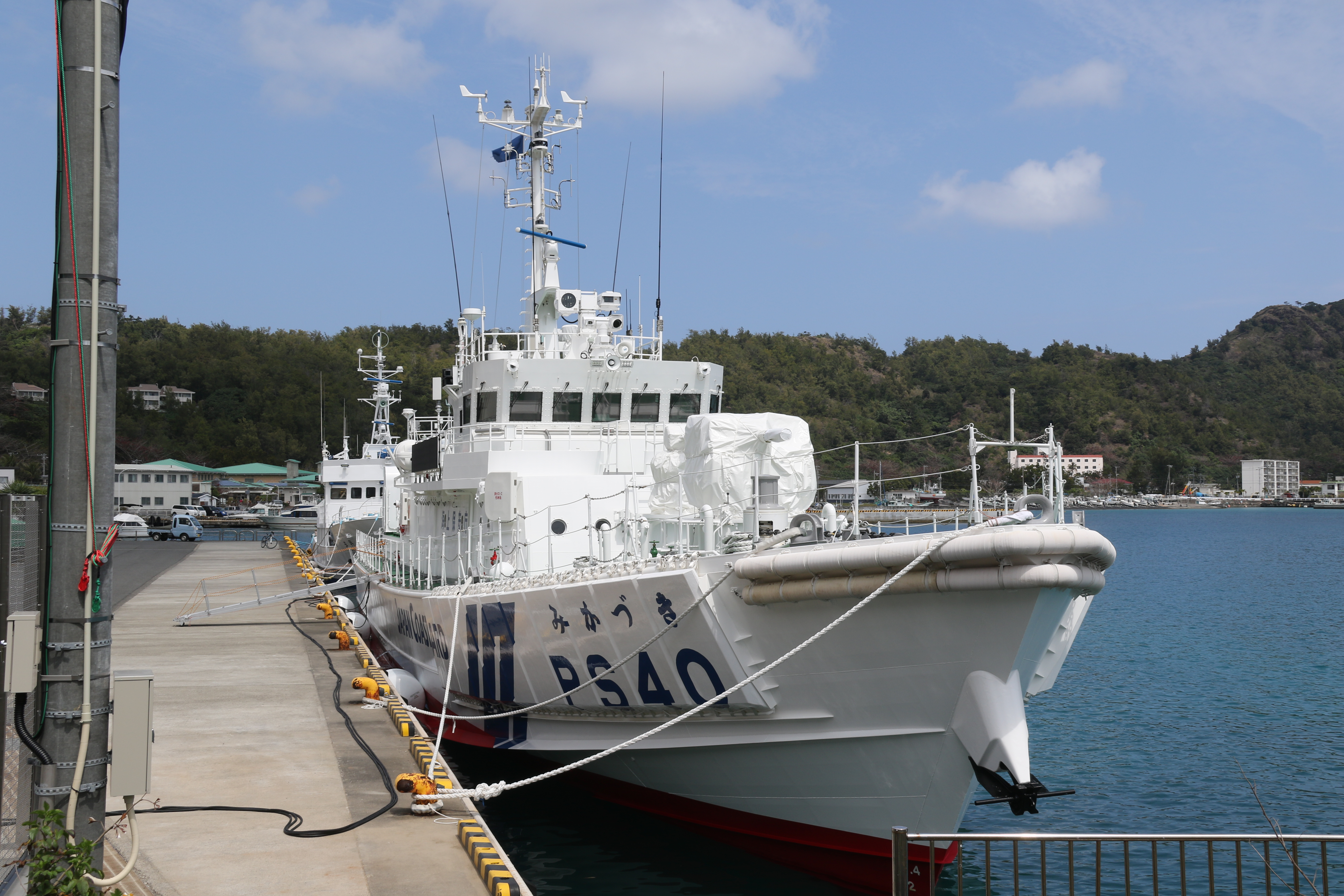
父島・二見港に着岸中のみかづき